# Earswick
Earswick – wieś w Anglii, w hrabstwie ceremonialnym North Yorkshire, w dystrykcie (unitary authority) York. Leży 6 km na północ od miasta York i 285 km na północ od Londynu. Miejscowość liczy 819 mieszkańców.